# Jiří Burian (politik ODS)
Jiří Burian (* 14. prosince 1948) je český politik a stavební inženýr, v letech 2014 až 2020 senátor za obvod č. 18 – Příbram, v letech 2000 až 2014 zastupitel Středočeského kraje, v letech 1990 až 2018 starosta města Sedlčany, člen ODS.

## Život a politické působení
Od roku 1991 je členem ODS.
Do politiky vstoupil, když byl v komunálních volbách v roce 1990 zvolen do Zastupitelstva města Sedlčany na Příbramsku. Mandát zastupitele města pak za ODS obhájil v komunálních volbách v roce 1994, 1998, 2002, 2006 a 2010. Od roku 1990 navíc působil jako starosta města Sedlčany. Ve volbách v letech 2014 a 2018 opět obhájil post zastupitele města, když vedl kandidátku ODS, která tamní volby vyhrála. V listopadu 2018 však již neměl zájem pokračovat ve funkci starosty města, nahradil jej stranický kolega Miroslav Hölzel (sám se pak stal radním města).
Do vyšší politiky se dostal zvolením do Zastupitelstva Středočeského kraje za ODS v krajských volbách v roce 2000. Post krajského zastupitele pak obhájil v krajských volbách v roce 2004, 2008 a 2012. Byl místopředsedou Výboru pro sociální věci. Ke konci listopadu 2014 na mandát krajského zastupitele rezignoval, jelikož se stal senátorem. Ve volbách v roce 2016 již nekandidoval.
Ve volbách do Senátu PČR v roce 2014 kandidoval za ODS v obvodu č. 18 – Příbram. Se ziskem 19,36 % hlasů skončil v prvním kole na 2. místě a postoupil tak do druhého kola. V něm porazil poměrem hlasů 53,46 % : 46,53 % nestraníka za hnutí ANO 2011 Vladimíra Dandu a stal se senátorem.
Ve volbách do Senátu PČR v roce 2020 obhajoval za ODS mandát senátora v obvodu č. 18 – Příbram. V prvním kole získal 16,19 % hlasů, a postoupil tak ze 2. místa do druhého kola, v němž prohrál s kandidátem hnutí STAN Petrem Štěpánkem poměrem hlasů 29,81 % : 70,18 %, mandát se mu tak prodloužit nepodařilo.